# Vjacseszlav Tyimofejevics Szereda
Vjacseszlav Szereda (oroszul: Вячесла́в Тимофе́евич Середа́, (Nyizsnyij Tagil, 1951. március 26. – Amszterdam 2024. július 25.) szovjet-orosz hungarológus, irodalomtörténész, műfordító, szerkesztő. 1980-tól foglalkozott a magyar irodalom oroszországi népszerűsítésével, fordításával.

## Életrajza
1974-ben végzett a Leningrádi Állami Egyetem Bölcsészettudományi Karának finnugor nyelvtudományi tanszékén. 1977-től 2013-ig az Orosz Tudományos Akadémia Szlavisztikai Intézetében dolgozott, és már ebben az időszakban fordított nagyobb kiadóknak. A Kelet-Európa irodalomtörténete a II. világháború után 2. kötetébe – Jurij Guszevvel együtt – ő írta a magyar tárgyú fejezeteket (1995—2001).
1993 és 1998 között az 1956-os magyarországi forradalommal kapcsolatos levéltári dokumentumok kutatásával foglalkozott. A Szovjetunió és az 1956-os magyar válság című dokumentumgyűjtemény (2002) egyik összeállítója.
A 2000-es évektől intenzívebben folytatta műfordítói tevékenységét is. 
2008 óta Amszterdamban élt.
2020 és 2023 között a Balassi Intézet műfordítóképzési kurzusában vett részt mentorként.
Tagja volt a Masztyera Lityeraturnovo Perevoda orosz műfordítói szövetségnek (céhnek) és  az Orosz PEN Központnak (Klubnak), majd az abból 2017-ben kivált PEN-Moszkvának.

## Munkássága
Számos tanulmányt, kritikát publikált a 20. századi magyar irodalom történetéről, szerkesztőként és fordítóként részt vett Kosztolányi Dezső, Krúdy Gyula, József Attila, Déry Tibor, Weöres Sándor, Nádas Péter, Esterházy Péter, Kertész Imre, Krasznahorkai László, Grendel Lajos és más írók műveinek orosz nyelvű kiadásában. 
Szerkesztette többek között a Magyarok és Európa c. esszékötetet (2002), Weöres Sándor Tűzkút (1988) és József Attila A semmi ágán (2005) c. orosz nyelvű verseskötetét.
Levéltári kutatásai alapján számos orosz és magyar nyelvű folyóirat-publikáción kívül több dokumentumkötet jelent meg részvételével Oroszországban és Magyarországon (magyarul pl.: Hiányzó lapok 1956 történetéből, 1993; Döntés a Kremlben, 1956. Viták Magyarországról az SZKP KB elnökségi ülésein, 1996).

## Díjai
Az 1956-os magyar forradalommal kapcsolatos kutatásaiért a Nagy Imre-emlékplakett (1998) kitüntetésben részesült. A magyar irodalom oroszországi népszerűsítéséért Pro Cultura Hungarica díjat kapott (2005).
Elnyerte az Inosztrannaja Lityeratura világirodalmi folyóirat Inolit díját (2003) és az Illjuminator, az eltelt év legjobb kutatási témájú műfordításáért (2008) járó díját. Tagja volt a Gilgyija "Masztyera Lityeraturnovo Perevoda" (Гильдия "Мастера литературного перевода" "Az Irodalomfordítás Mesterei" Céh) orosz műfordítói szövetségnek, „céhnek”, amely Nádas Péter Emlékiratok könyve c. regénye fordításáért 2015-ben a Műfordítás Mestere díjjal tüntette ki.
A magyarországi Füst Milán Műfordítói Díj kitüntetettje (2023). 2023-tól a Magyar Széchenyi Irodalmi és Művészeti Akadémia tiszteletbeli tagja.
A Magyar Műfordítók Egyesülete 2023-ban jelölte a Budavári Önkormányzat Tóth Árpád műfordítói díjára, amelyet azonban politikai okokból nála érdemtelenebb személy kapott, így az egyesület, a Szépírók Társaságával összefogva Alternatív Tóth Árpád díjat alapított és azt elsőként feleségével, Alföldy Marival közösen nekik ítélte oda.
Fordításait többször jelölték jelentős irodalmi díjakra Oroszországban: 2018-ban a Jasznaja Poljana-díjra Nádas Péter Emlékiratok könyve c. regényének fordítását ill. 2019-ban ugyanarra a díjra Krasznahorkai László Sátántangó c. regénye fordítását és 2022-ben ugyanarra a díjra Nádas Péter Utazás egy vadkörtefa körül c. válogatott kispróza-kötetének fordításáért.
2020-ban pedig két munkáját jelölték a Pjatyigorszkij Irodalmi Díjra: Krasznahorkai László Sátántangó és Orosz István Sakkparti a szigeten c. regénye fordítását.

## Fontosabb műfordításai
- Esterházy Péter Harmonia caelestis és a Javított kiadás c. regényei (Moszkva, Novoje Lityeraturnoje Obozrenyije Kiadó, mindkettő 2008)
- Nádas Péter Saját halál (Inosztrannaja Lityeratura, 2010/3)
- Grendel Lajos Thészeusz és a fekete özvegy (MIC Kiadó, 2011)
- Szőcs Géza Limpopo avagy egy strucckisasszony naplója (Inosztrannaja Lityeratura, 2012/3)
- Nádas Péter Emlékiratok könyve (Colonna Publications, 2014)
- Nádas Péter Utazás egy vadkörtefa körül. Válogatott kispróza-kötet (Ivan Limbach Kiadó, Szentpétervár, 2021)
- Krasznahorkai László Megy a világ (részletek, Inosztrannaja Lityeratura, 2017/5)
- Krasznahorkai László Sátántangó (AST/Corpus Kiadó, 2018)
- Krasznahorkai László Az ellenállás melankóliája (AST/Corpus Kiadó, 2020)
- Nádasdy Ádám A vastagbőrű mimóza (Ivan Limbah Kiadó, Szentpétervár, 2018).
- Orosz István Sakkparti a szigeten (Tri Kvadrata, 2018)
- Spiró György Diavolina (AST/Corpus Kiadó, 2019)
- Szőcs Géza Az égi és a földi Válogatott próza- és dráma-kötet. Jurij Guszevvel együtt  (Tri Kvadrata, 2019)
- Krasznahorkai László Az ellenállás melankóliája (AST/Corpus Kiadó, 2020)